# Tomáš Plekanec
Tomáš Plekanec (Kladno, 31 ottobre 1982) è un hockeista su ghiaccio ceco.

## Palmarès

### Mondiali
- 3 medaglie:
  - 1 argento (Lettonia 2006)
  - 2 bronzi (Slovacchia 2011; Finlandia/Svezia 2012)